# Tri du courrier
 (janvier 2017).
Si vous disposez d'ouvrages ou d'articles de référence ou si vous connaissez des sites web de qualité traitant du thème abordé ici, merci de compléter l'article en donnant les références utiles à sa vérifiabilité et en les liant à la section « Notes et références ».
 (juin 2020).

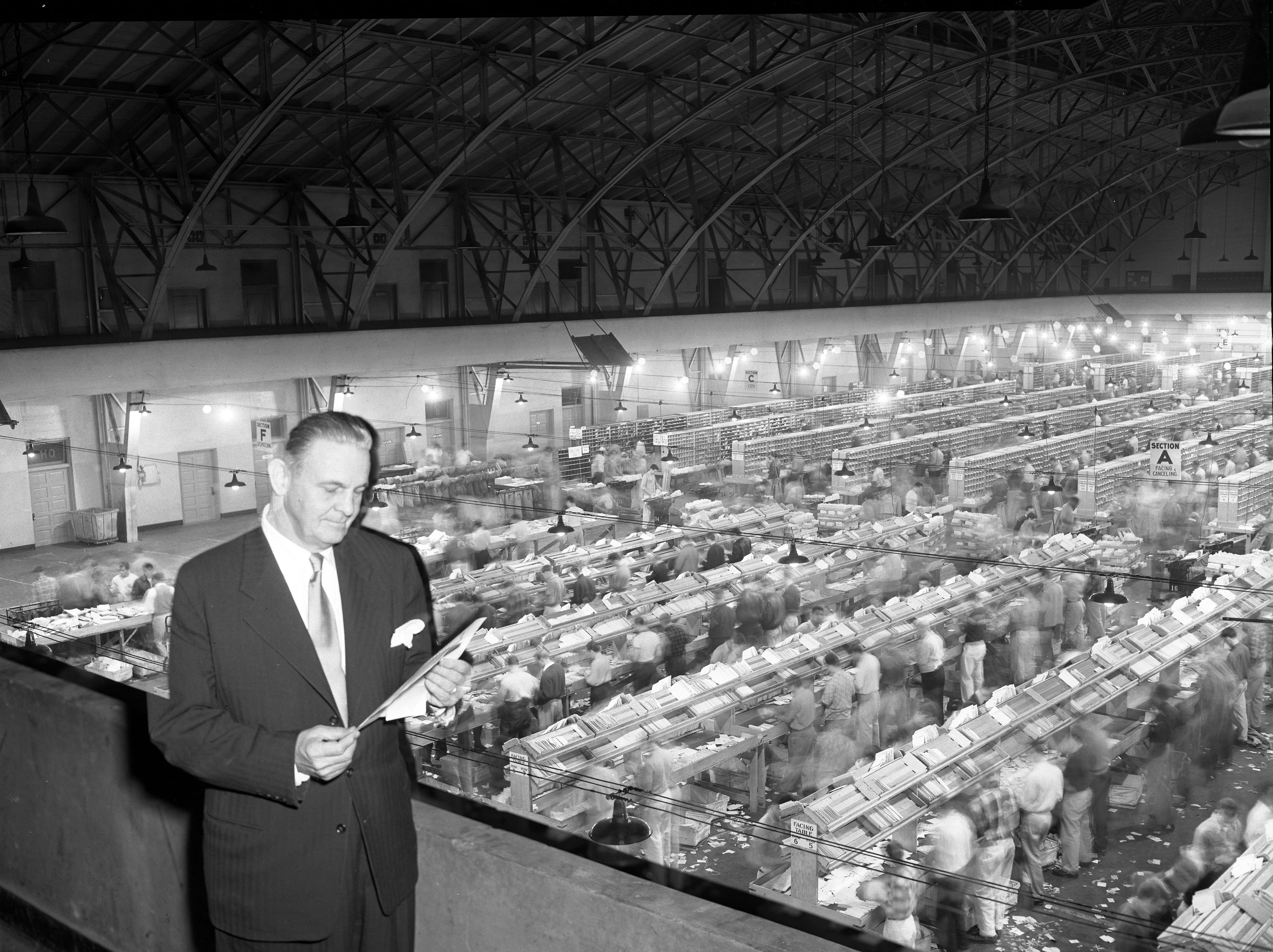
Tri manuel du courrier aux États-Unis.

Le tri du courrier consiste à aiguiller le courrier postal vers le bon destinataire. Manuel à ses débuts, le tri est passé à un mode de traitement automatisé.

## Étapes du tri postal en France
L'acheminement du courrier est organisé en trois phases : concentration, acheminement puis dispersion.
La phase de concentration commence par la collecte du courrier chez les usagers, le relevage des boîtes-à-lettre et le tri dans les centres courrier. Ensuite, le courrier est acheminé vers les Centres de tri. Ceux-ci effectuent, dans un premier temps, un tri département par département pour le courrier sortant du département (le tri général 1 : TG1). Ce courrier est ensuite acheminé vers les centres de destination.
Le courrier arrivant des autres départements est trié avec le courrier interne au département (tri général 2 : TG2). On sépare le courrier par codes postaux. Le courrier est ensuite acheminé dans chaque centre courrier.
À l'arrivée dans le centre courrier, le courrier est trié par tournées (le tri général 3 : TG3; appelé TG en Centre courrier). Ensuite, chaque facteur trie le courrier dans l'ordre de sa tournée (TG4).

## Tri manuel

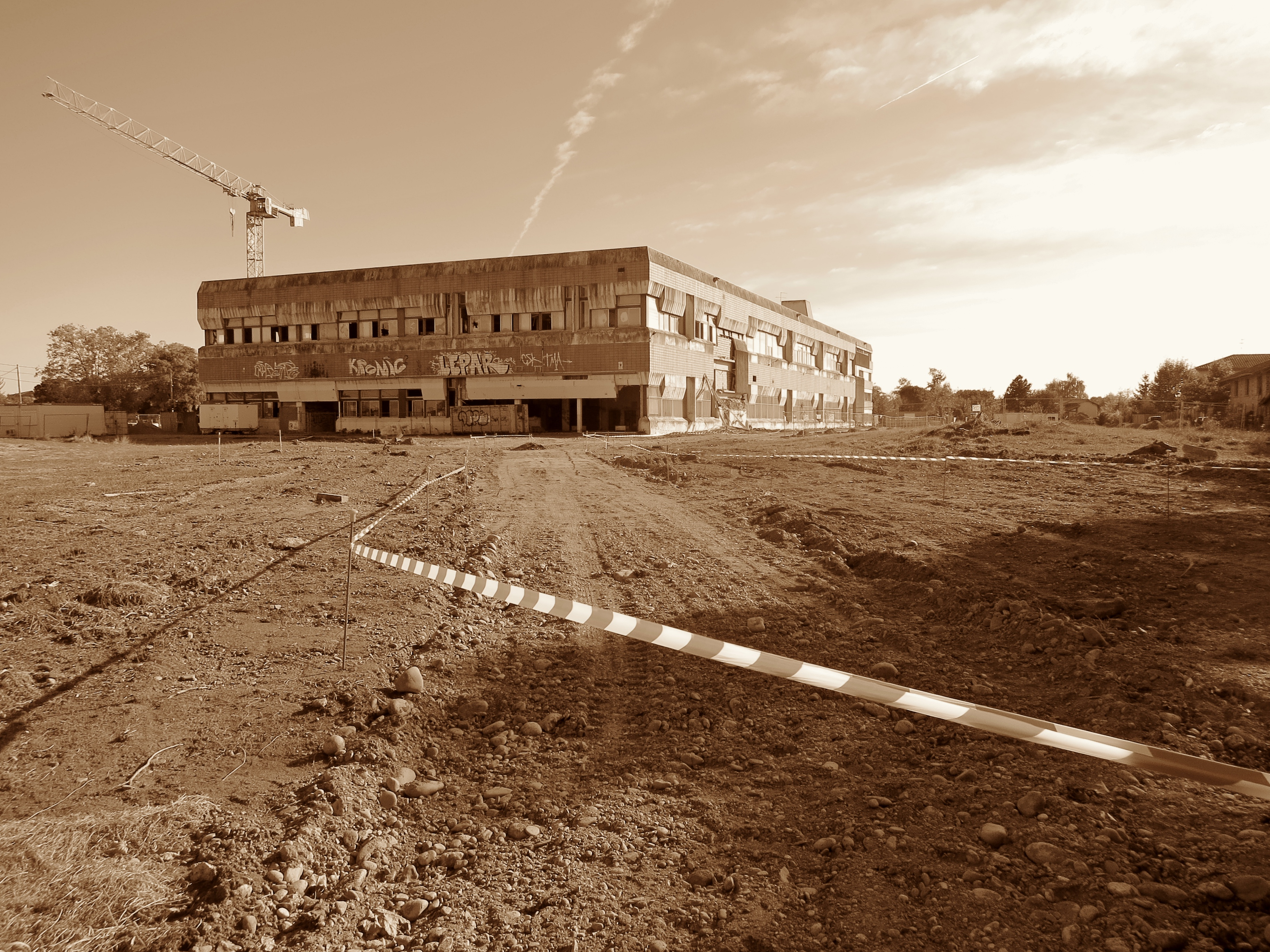
L'ancien centre de tri manuel de Lardenne, avant désamiantage pour reconversion.

Afin d'alléger la charge des agents préposés au tri des lettres, certains ont pensé à une automatisation de ces tâches. Naturellement, on s'est d'abord intéressé aux objets plats de petits formats que l'on savait déplacer par friction ou d'un galet ou entre deux bandes transporteuses. 
- Naissance du code postal
- Personnel triant le courrier lors de son transport (train, avion).

## Tri automatisé
L'automatisation du tri des objets postaux en fonction de l'adresse de leurs destinataires nécessite d'abord un code puis un traitement. Elle a donc donné naissance, dans un premier temps, à deux types de machines :
1. les machines d'encodage, qui permettent de marquer le pli d'un code fluorescent ;
2. les machines de tri qui, après lecture du code fluorescent, orientent vers différentes cases les plis en fonction du code postal.